# 할단 훈련소

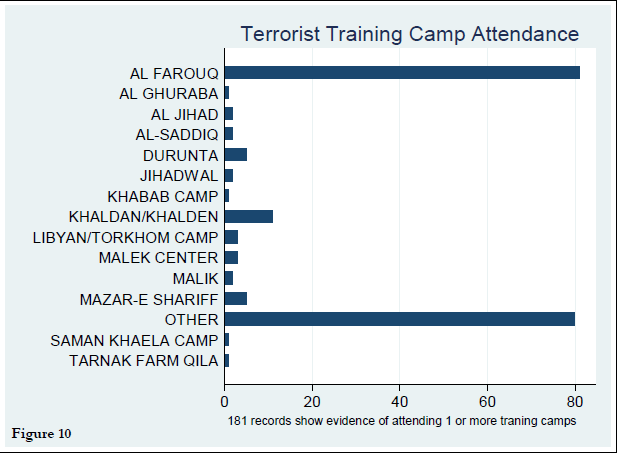
관타나모만 수용소 수용자들의 출신 훈련소(2007년)

할단 훈련소(아랍어: معسكر خلدن)는 아프가니스탄 팍티야주 동부의 산악 지대에 있었던 군사 훈련소였다. 아프가니스탄에 있었던 군사 훈련소 가운데 가장 오래되고 유명한 곳 가운데 하나였다.
미국 정보 분석가들은 할단 훈련소가 알카에다의 훈련소였다고 하지만 일부에서는 훈련소가 소련–아프가니스탄 전쟁 당시 중앙정보국의 지원 아래에 세워졌다고 주장한다. 할단 훈련소의 소장은 리비아 출신의 이븐 알샤이흐 알리비로 2001년 말에 체포됐다.
1999년 신년전야에 로스앤젤레스 국제공항을 폭파시키려 했었던 아흐메드 레삼은 1998년 4월에 '나빌'이라는 가명으로 5, 6개월간 할단 훈련소에서 훈련을 받았다고 말했다. 그는 할단 훈련소에는 50~100명 정도의 훈련병들이 있었으며 소화기와 권총, 소형 기관총, 로켓추진유탄, 폭발물(TNT와 C-4, 가소성 폭약 포함), 독극물(사이안화물 포함) 사용법과 사보타주, 대상 선택법, 시가전, 전술(암살 포함), 보안 등을 배웠다고 했다. 관타나모만 수용소에 수용됐었던 한 수용자는 11살 때 할단 훈련소에서 훈련을 받았으며 정신 교육을 많이 받았다고 말했다.
아프가니스탄 전쟁 초기에 조지 W. 부시 행정부는 할단 훈련소를 알카에다의 훈련 시설이라고 설명하며 적 전투원들을 관타나모만 수용소에 가두었다. 그러나 2006년 이후로 9/11 위원회 보고서와 노르웨이 국방 연구소의 국제 테러리즘 및 세계 지하디즘 연구부장 브뤼니아르 리아의 주장, 관타나모만 수용소 수용자들의 재판 기록물 등은 부시 행정부의 이러한 판단에 의문을 표한다. 사우디아라비아인 관타나모만 수용소 수용자 아부 주바이다는 할단 훈련소는 오사마 빈라덴의 요청으로 2000년에 탈레반이 폐쇄했다고 증언했다. 수단인 수용자 누르 우트만 무하메드와 사우디아라비아인 수용자 할리드 술라이만 자이드 알후바이시도 이 증언을 뒷받침했다. 브뤼니아르 리아는 2008년에 쓴 책에서 할단 훈련소와 탈레반, 알카에다의 간부들 사이에 이념적 마찰이 생겨 할단 훈련소가 폐쇄됐다고 주장했다. 아부 주바이다와 알후바이시, 무하메드도 이를 증언했다. 미국 정부가 할단 훈련소와 연관됐다고 주장하던 57명의 수용자 가운데 27명이 풀려났는데 이 가운데에는 아부 주바이다의 친구인 알후바이시도 포함됐다.

## 할단 훈련소 출신 인물
- 아흐메드 아자지[13]: 1993년 세계 무역 센터 폭탄 테러 범인
- 이브라힘 엘가브로우니[13]: 1993년 세계 무역 센터 폭탄 테러 범인
- 마흐무드 아부할리마[13]: 1993년 세계 무역 센터 폭탄 테러 범인
- 람지 유세프[13]: 1993년 세계 무역 센터 폭탄 테러 범인
- 아흐메드 레삼[14]: 로스앤젤레스 국제공항 폭파 미수범
- 마제드 모케드[15]: 9.11 테러 범인
- 사탐 알수카미[15]: 9.11 테러 범인
- 모흐타르 벨모흐타르[16]: 알제리 인질극을 일으켰던 무장 단체 알무라타헤민 여단의 수장